# Норд (остров)
Норд — остров архипелага Норденшёльда. Административно относится к Таймырскому району Красноярского края России.

## География
Расположен в крайней восточной части архипелага. Входит в состав островов Восточных, лежит в их северо-восточной части. Со всех сторон, кроме востока, окружён другими островами архипелага: к северу лежат острова Коломейцева, с запада почти вплотную прилегают острова Евгения Фёдорова, к юго-западу лежат острова Бианки и Каменистый, а в нескольких километрах к югу — остров Дальний. Все они, за исключением островов Коломейцева, тоже входят в состав Восточных. Расстояние до континентальной России — около 40 километров.

## Описание
Имеет неровную вытянутую с юга на север расширяющуюся к северу форму с несколькими небольшими полуостровами и бухтами. Длина острова от северо-западного мыса Северного до южного мыса Фоки составляет немногим менее 10 километров. Ширина острова составляет около 6 километров в северной части и 1-3 километра в центральной. В средней части острова выдаются напротив друг друга на запад и на восток два небольших полуострова — мысы Крутой (на запад) и Тупой (на восток). Изгибы северного берега острова образуют две небольшие безымянные бухты.
Бо́льшую часть острова занимают две небольшие пологие возвышенности, одна из них, высотой 75 метров (наивысшая точка острова), занимает всю широкую северную часть Норда, вторая, высотой 41 метр — центральную и южную часть. Склоны скал и прибрежные участки острова покрыты каменистыми россыпями. С северной скалы к северному побережью острова стекает два небольших непостоянных (промерзающих зимой) безымянных ручья. В центральной части Норда у западного побережья лежит небольшое бессточное озеро лагунного происхождения. Небольшое участок склонов северной возвышенности частично заболочен.
Растительности на острове Норд нет. На северной возвышенности установлен геодезический пункт.

## История
Остров назван в 1930-е годы в честь гидрографического судна Гидрографического управления Главсевмор-пути «Норд». Северное окончание острова — мыс Фоки, получил своё название в 1939 году в память о паровом барке экспедиции Георгия Седова — «Святой мученик Фока».